# Gmina (Polska)

Gminy w Polsce (2021)

Gmina (od niem. Gemeinde – komuna, społeczność) – jednostka podziału administracyjnego w Polsce.
Określenie „gmina” może odnosić się także do innych wspólnot, np. „gmina wyznaniowa” (por.: kahał), „gmina szkolna” itp.

## Regulacje prawne
W latach 1954–1972 w miejsce gmin powołano gromady. Od 1990 roku w Polsce gmina jest podstawową jednostką samorządu terytorialnego. Status samorządu gminnego reguluje w Polsce ustawa z dnia 8 marca 1990 r. o samorządzie gminnym (Dz.U. z 2023 r. poz. 40) obowiązująca od 27 maja 1990 roku.
Gmina może być gminą wiejską, gminą miejsko-wiejską lub gminą miejską. W Polsce niektóre gminy wykonują także zadania powiatów (zob. miasto na prawach powiatu).
Gmina może tworzyć jednostki pomocnicze: sołectwa, dzielnice, osiedla i inne. O ustroju gminy stanowi jej statut.

### Organy gminy
- władza uchwałodawcza i kontrolna:
  - rada gminy
  - komisje stałe i doraźne (powoływane przez radę gminy spośród radnych)
- władza wykonawcza:
  - wójt (gmina wiejska)
  - burmistrz (gmina miejska, gmina miejsko-wiejska)
  - prezydent miasta (gmina miejska, gmina miejska na prawach powiatu)

W miastach na prawach powiatu funkcjonuje ponadto komisja bezpieczeństwa i porządku. Jest ona oddzielnym organem administracji (niebędącym komisją rady miasta na prawach powiatu), złożonym między innymi z przedstawicieli władz samorządowych.

### Zadania gminy
Do zakresu działania gminy należą wszystkie sprawy publiczne o znaczeniu lokalnym,
niezastrzeżone ustawami na rzecz innych podmiotów. Zadania te dzieli się na własne – nadane ustawowo i zlecone – przydzielane przez władze państwowe.
Gmina realizuje wszystkie zadania niezastrzeżone do kompetencji innych jednostek samorządu terytorialnego (powiat, województwo samorządowe).
Mieszkańcy uczestniczą w sprawowaniu władzy na terenie swojej gminy poprzez głosowanie: w wyborach samorządowych oraz referendum lokalnym lub za pośrednictwem organów gminy.
Gmina realizuje dwa rodzaje zadań: własne i zlecone.

#### Zadania własne
Są to zadania publiczne wykonywane przez jednostkę samorządu terytorialnego, które służą zaspokojeniu potrzeb wspólnoty samorządowej. Mogą one być:
- obowiązkowe – gmina nie może zrezygnować z ich realizacji, musi zapewnić w budżecie środki na ich realizowanie; przyczyna: dążenie do zapewnienia mieszkańcom świadczeń publicznych o charakterze elementarnym;
- fakultatywne – gmina realizuje je w takim zakresie, w jakim jest to możliwe ze względu na środki posiadane w budżecie oraz lokalne potrzeby (samodzielnie na własną odpowiedzialność z własnego budżetu).

Zadania własne obejmują sprawy:
- ładu przestrzennego, gospodarki nieruchomościami, ochrony środowiska i przyrody oraz gospodarki wodnej,
- gminnych dróg, ulic, mostów, placów oraz organizacji ruchu drogowego,
- wodociągów i zaopatrzenia w wodę, kanalizacji, usuwania i oczyszczania ścieków komunalnych, utrzymaniu czystości i porządku oraz urządzeń sanitarnych, wysypisk i unieszkodliwiania odpadków komunalnych, zaopatrzenia w energię elektryczną i cieplną oraz gaz,
- planowania i finansowania oświetlenia dróg i miejsc publicznych znajdujących się na terenie gminy,
- lokalnego transportu zbiorowego,
- ochrony zdrowia,
- pomocy społecznej, w tym ośrodków i zakładów opiekuńczych,
- gminnego budownictwa mieszkaniowego,
- edukacji publicznej,
- kultury, w tym bibliotek gminnych i innych instytucji kultury oraz ochrony zabytków i opieki nad zabytkami,
- kultury fizycznej i turystyki, w tym terenów rekreacyjnych i urządzeń sportowych,
- targowisk i hal targowych,
- zieleni gminnej i zadrzewień,
- cmentarzy gminnych,
- porządku publicznego i bezpieczeństwa obywateli oraz ochrony przeciwpożarowej i przeciwpowodziowej, w tym wyposażenia i utrzymania gminnego magazynu przeciwpowodziowego,
- utrzymania gminnych obiektów i urządzeń użyteczności publicznej oraz obiektów administracyjnych,
- polityki prorodzinnej, w tym zapewnienia kobietom w ciąży opieki socjalnej, medycznej i prawnej,
- wspierania i upowszechniania idei samorządowej,
- promocji gminy,
- współpracy z organizacjami pozarządowymi,
- współpracy ze społecznościami lokalnymi i regionalnymi innych państw.

#### Zadania zlecone
Są to inne zadania publiczne wynikające z uzasadnionych potrzeb państwa ustawowo zlecone do wykonania jednostkom samorządu terytorialnego. Są:
- przekazywane na mocy regulacji ustawowej;
- przekazywane w drodze porozumień między jednostką samorządu terytorialnego a administracją rządową.

## Statystyki
Na terenie Polski 1 stycznia 2025 roku było 2479 gmin trzech rodzajów:
- 1459 gminy wiejskie,
- 718 gminy miejsko-wiejskie,
- 302 gminy miejskie.

### Powierzchnia
(stan 1 stycznia 2007, GUS)
Ogólnie:
- największa: gmina Pisz (powiat piski) – 633,69 km²
- najmniejsza: Górowo Iławeckie (powiat bartoszycki) – 3,32 km²

Gminy miejskie:
- największa: Warszawa (miasto na prawach powiatu) – 517,22 km²
- najmniejsza: Górowo Iławeckie (powiat bartoszycki) – 3,32 km²

Gminy miejsko-wiejskie:
- największa: gmina Pisz (powiat piski) – 633,69 km²
  - największe miasto na terenie gminy miejsko-wiejskiej: Szczytna (powiat kłodzki) – 80,38 km²
  - największy obszar wiejski na terenie gminy miejsko-wiejskiej: gmina Pisz (powiat piski) – 623,61 km²
- najmniejsza: gmina Świątniki Górne (powiat krakowski) – 20,35 km²
  - najmniejsze miasto na terenie gminy miejsko-wiejskiej: Stawiszyn (powiat kaliski) – 0,99 km²
  - najmniejszy obszar wiejski na terenie gminy miejsko-wiejskiej: gmina Suchedniów (powiat skarżyski) – 15,54 km²

Gminy wiejskie:
- największa: gmina Wałcz (powiat wałecki) – 574,89 km²
- najmniejsza: gmina Jejkowice (powiat rybnicki) – 7,59 km²

Miasta:
- największe: Warszawa (miasto na prawach powiatu) – 517,22 km²
- najmniejsze: Stawiszyn (powiat kaliski) – 0,99 km²

### Liczba mieszkańców
(stan 1 stycznia 2007, GUS)
Ogólnie oraz gminy miejskie:
- największa: Warszawa (miasto na prawach powiatu) – 1 702 139 mieszk.
- najmniejsza: Krynica Morska (powiat nowodworski) – 1390 mieszk.

Gminy miejsko-wiejskie:
- największa: gmina Piaseczno (powiat piaseczyński) – 63 828 mieszk.
  - największe miasto na terenie gminy miejsko-wiejskiej: Nysa (powiat nyski) – 47 333 mieszk.
  - największy obszar wiejski na terenie gminy miejsko-wiejskiej: gmina Wieliczka (powiat wielicki) – 29 439 mieszk.
- najmniejsza: gmina Nowe Warpno (powiat policki) – 1563 mieszk.
  - najmniejsze miasto na terenie gminy miejsko-wiejskiej: Opatowiec (powiat kazimierski) – 330 mieszk.
  - najmniejszy obszar wiejski na terenie gminy miejsko-wiejskiej: gmina Nowe Warpno (powiat policki) – 379 mieszk.

Gminy wiejskie:
- największa: gmina Długołęka (powiat wrocławski) – 33 838 mieszk.
- najmniejsza: gmina Cisna (powiat leski) – 1676 mieszk.

Miasta:
- największe: Warszawa (miasto na prawach powiatu) – 1 702 139 mieszk.
- najmniejsze: Opatowiec (powiat kazimierski) – 330 mieszk[3].

## Próby secesji
Na obszarze Polski jest szereg gmin, których części z różnych powodów chcą się usamodzielnić, tworząc oddzielne gminy, np.
- utworzenie gminy Szczawa z miejscowości Szczawa w gminie Kamienica[4][5].

- utworzenie miasta i gminy Komorów z miejscowości Komorów, Komorów-Wieś i Granica w gminie Michałowice[6][7]

- reaktywacja gminy Chełmsko Śląskie, obecnie w granicach gmin Lubawka i Kamienna Góra[8][9].

- reaktywacja gminy Kamyk, obecnie w granicach gminy Kłobuck[10][11][12].

- utworzenie gminy o nazwie Miasto Śląskie z obszarów południowych osiedli Mysłowic: Brzezinka, Dziećkowice, Kosztowy, Krasowy, Larysz-Hajdowizna, Morgi i Wesoła (de facto byłaby to reaktywacja odpowiednika dawnej gminy Wesoła z Wesołą)[13][14].

- utworzenie gminy Huta-Dąbrowa z miejscowości Huta-Dąbrowa w gminie Krzywda[15]

- utworzenie gminy Majdan Stary z siedzibą w miejscowości Majdan Stary (Majdan Stary, Majdan Nowy, Stary Lipowiec, Nowy Lipowiec, Rogale, Kulasze, część sołectw Zanie i Markowicze) w gminie Księżpol[16][17]

- utworzenie gminy Jankowice z miejscowości Jankowice Rybnickie w gminie Świerklany[18][19]

- utworzenie gminy Grabówka z miejscowości Grabówka. Zaścianki, Sobolewo, Sowlany i Henrykowo, obecnie w gminie Supraśl[20][21][22][23][24]

- utworzenie gminy Łagiewniki z miejscowości Łagiewniki i siedmiu innych sołectw, należących obecnie do Łodzi[25][26]

Ostatnia zakończona pomyślnie próba secesji dotyczyła gminy Jaśliska w 2010 roku (z gminy Dukla).